# 진영 (1977년)
진영(본명: 노진영, 1977년 9월 4일~)은 대한민국의 가수로, 1996년에 노진영 본명으로 언더그라운드 라이브 클럽에서 통기타 팝 발라드 가수로 처음 데뷔하였다. 1998년에서부터 2019년까지 노진서라는 예명을 사용하였으며, 2019년에서부터 진영이라는 예명을 사용하고 있다.
혈액형은 A형이고, 현재 주요 거주지는 서울특별시이기도 하다.

## 정식 데뷔
- 2012년 노래 《'내 사랑 멋쟁이'》

## 음반
- 2012년 《내 사랑 멋쟁이》
- 2012년 《어서와 내 사랑》
- 2019년 《한잔 어때요》
- 2023년 《더없이 좋은 날》
- 2024년 《밤나비》